# Doug Elliot
Pas d'image ? Cliquez ici

a Compétitions nationales et continentales officielles uniquement.

b Matchs officiels uniquement.
William Irving Douglas Elliot dit Doug Elliot, né le 18 avril 1923 à Stow dans le Midlothian et mort le 12 mars 2005 à Hawick, est un joueur écossais de rugby à XV qui évolue au poste de troisième ligne aile pour l'équipe d'Écosse de 1947 à 1954. 

## Biographie
Doug Elliot obtient sa première cape internationale à l'âge de 23 ans le 1er janvier 1947 à l’occasion d’un match contre l'équipe de France. Il est le joueur le plus en vue du groupe écossais de l'immédiate après-guerre. Il est le capitaine de l'équipe d'Écosse à sept occasions. Il est notamment le capitaine exemplaire de l'équipe qui perd 3 à 0 contre les All Blacks en 1954 à Murrayfield. Aussi intègre-t-il le Scottish Sports Hall of Fame en 2004. Il évolue en club avec Edinburgh Academicals. En dehors de sa carrière de joueur de rugby, il exerce le métier d'agriculteur.

## Statistiques en équipe nationale
- 29 sélections
- 6 points (2 essais)
- Sélections par année : 4 en 1947, 4 en 1948, 4 en 1949, 4 en 1950, 5 en 1951, 4 en 1952, 4 en 1954.
- Tournois des Cinq Nations disputés : 1947, 1948, 1949, 1950, 1951, 1952, 1954.